# Jonathan Howson
Jonathan „Jonny“ Mark Howson  (* 21. Mai 1988 in Morley) ist ein englischer Fußballspieler, der seit 2017 beim FC Middlesbrough unter Vertrag steht. 

## Spielerkarriere

### Leeds United (2006–2012)
Der aus der eigenen Jugend stammende Jonathan Howson debütierte am 23. Dezember 2006 in der Liga für die erste Mannschaft. Der Trainer Dennis Wise setzte ihn im Verlauf der Football League Championship 2006/07 in weiteren acht Partien ein. Am Ende der Saison stieg der finanziell angeschlagene Verein, auch aufgrund von zehn Abzugspunkten, erstmals in der Vereinsgeschichte in die dritte Liga ab. In der Football League One erreichte der Verein über den fünften Platz die Play-offs, verlor jedoch das Finale mit 0:1 gegen die Doncaster Rovers. Auch 2007/08 erreichte Leeds mit Stammspieler Jonathan Howson (40 Ligaspiele/4 Tore) über den vierten Platz die Play-offs, scheiterte diesmal jedoch bereits in der ersten Runde am FC Millwall (0:1 und 1:1). Im dritten Anlauf gelang United um Toptorjäger Jermaine Beckford (25 Ligatreffer) in der Saison 2009/10 als Vizemeister die Rückkehr in die zweite Liga. Auch in der Football League Championship 2010/11 zeigte der Verein unter Trainer Simon Grayson ansprechende Leistungen und verpasste als Tabellensiebter nur um einen Platz die Play-offs. Der zeitweise als Mannschaftskapitän agierende Jonathan Howson erzielte zehn Treffer in sechsundvierzig Ligaspielen und erreichte damit eine persönliche Saisonbestleistung. Im März 2011 wurde er zum Spieler des Monats der zweiten Liga gewählt. Im Dezember 2011 zog sich Howson eine Verletzung zu, die ihn für zwei Monate vom Spielbetrieb fernhielt. 

### Norwich City (2012–2017)
Am 24. Januar 2012 wechselte der 23-jährige Jonathan Howson zum Erstligisten Norwich City und unterzeichnete einen Dreieinhalbjahresvertrag. Mit seinem neuen Team beendete er die Premier League 2011/12 als Tabellenzwölfter und bestritt dabei elf Spiele (ein Tor). Zwei Jahre später stieg er mit Norwich als Drittletzter der Premier League 2013/14 in die zweite Liga ab. In der Saison 2014/15 agierte der Verein deutlich erfolgreicher und zog als Tabellendritter in die Play-offs ein. Nach einem Halbfinalerfolg über Ipswich Town (1:1 und 3:1) besiegte die Mannschaft um Jonathan Howson (34 Spiele/8 Tore) im Finale den FC Middlesbrough mit 2:0. Der Erfolg währte jedoch nicht lange, denn die Folgesaison führte zum erneuten Abstieg aus der Premier League 2015/16.

### FC Middlesbrough (2017–)
Anfang Juli 2017 verließ Howson Norwich nach über fünf Jahren und unterschrieb einen Vertrag beim Zweitligisten FC Middlesbrough. Mit Middlesbrough beendete er die EFL Championship 2017/18 als Tabellenfünfter, scheiterte in den anschließenden Play-offs jedoch vorzeitig an Aston Villa. Auch in den beiden Folgejahren gelang ihm mit seinem Team nicht der Aufstieg in die höchste englische Spielklasse.

### Englische U-21-Nationalmannschaft
Am 6. Februar 2011 debütierte Jonathan Howson für die englische U-21-Nationalmannschaft bei einer 0:1-Niederlage in Italien.